# Центральный (Тюменская область)
Центра́льный — посёлок в Заводоуковском районе Тюменской области России.

## География
Посёлок расположен на левом берегу безымянной речки (приток реки Мостовка), на расстоянии примерно 22 км (по шоссе) к югу от города Заводоуковск, административного центра района. Абсолютная высота — 145 м над уровнем моря.

### Климат
Климат континентальный с холодной продолжительной зимой и тёплым относительно коротким летом. Средняя температура воздуха самого холодного месяца (января) — −18,7 °C (абсолютный минимум — −47,3 °C); самого тёплого месяца (июля) — 18 °C (абсолютный максимум — 38,4 °С). Безморозный период длится в среднем 111 дней. Среднегодовое количество атмосферных осадков составляет 181—469 мм, из которых 70 % выпадает в тёплый период. Продолжительность залегания снежного покрова составляет в среднем 164 дня.

### Часовой пояс
Посёлок Центральный, как и вся Тюменская область, находится в часовой зоне МСК+2. Смещение применяемого времени относительно UTC составляет +5:00.

## История
Указом Народного комиссариата земледелия СССР (Наркомзем СССР, НКЗ СССР) в 1929 году организован совхоз «Новозаимский» с тремя отделениями: 1-е, 2-е, 3-е.
29 июля 07.1967 года отделения получили названия: 1-е - п. Мичуринский; 2-е - п. Центральный; 3-е - п. Лесной; 5-е - п. Пригородный; Озерки..

## Население
| 1989. | 2002 | 2010 | 2021 |
| 412   | 404  | 358  | 371  |

| 2010 |
| ---- |
| 358  |

## Улицы
- ул. Новая,
- ул. Солнечная,
- ул. Центральная[12].